# Pivní sýr
Le pivní sýr (en français : « fromage à la bière ») est un fromage au lait de vache entier, avec un goût relevé et épicé caractéristique, à pâte molle. Il est, comme l'indique son nom, très apprécié pour accompagner la dégustation de la bière. Il est confectionné dans les Krkonoše en Tchéquie.

## Étymologie
Le terme tchèque pivní sýr signifie littéralement en français « fromage à la bière ». En tchèque, l'adjectif pivní vient du substantif pivo (« bière » en tchèque).
Le nom du fromage est calqué sur l'allemand bierkäse, autre nom donné au Weisslacker, un fromage allemand qu'il est d'usage de tremper dans la bière avant de le manger.

## Historique
L'existence du pivní sýr est attestée pour la première fois en 1924 par un expert tchèque du fromage, le professeur Loxa, qui fait état d'une recette mélangeant du fromage et de la bière. En 1953 est lancée la production de ce fromage par Zdenek Havlicek à Horní Branná, dans les Krkonoše, montagnes du nord de la Tchéquie. Par la suite d'autres marques sont créées produisant le même fromage.

## Dégustation
Il est généralement servi écrasé avec des oignons, du paprika, de la moutarde et un petit piment ; on l'imprègne petit à petit avec de la bière jusqu'à en faire une pâte molle à tartiner sur une tranche de pain. 
On le déguste traditionnellement dans les pivnice, brasseries typiques du pays où l'on consomme exclusivement de la bière, mais aussi dans la plupart des restaurants.